# Erenagh
Erenagh (irlandés antiguo: airchinnech, irlandés moderno: airchinneach, latín: princeps) era la denominación que recibía la oficina irlandesa medieval (y la persona que estaba a cargo de la misma) que era responsable de recibir los ingresos parroquiales de los diezmos y rentas, construir y mantener la propiedad de la iglesia y supervisar las tierras termonn que generaban ingresos parroquiales. Por lo tanto, tuvo un papel prebendado. El erenagh originalmente tenía una tonsura pero no tomó otras órdenes sagradas; tenía voz en el Capítulo cuando consultaban sobre los ingresos, pagaban un alquiler anual al obispo y una multa por el matrimonio de cada hija. El rol generalmente se transmite de generación en generación en ciertas familias de cada parroquia. Después de la Reforma y la Disolución de los monasterios, el papel de erenagh quedó subsumido en las responsabilidades del párroco en cada parroquia.

## Apellido
El apellido común McInerney se deriva del irlandés Mac an Airchinnigh (hijo de los erenagh). Este apellido surgió en varias áreas de Irlanda dando lugar a numerosos portadores no relacionados del nombre. El grupo más prominente de la familia estuvo asociado con el condado de Clare desde al menos finales del siglo XIII cuando se registraron por primera vez en los anales del condado y todavía son numerosos en ese condado en la actualidad. Este sept estaba subordinado a los McNamara y de ellos derivó originalmente la familia. 
Los McInerneys en el condado de Clare tenían su base en la baronía de Lower Bunratty en sus propiedades ancestrales en y alrededor de las actuales ciudades de Ballysallagh, Ballynacragga y Dromoland (parroquia de Kilnasoolagh). Los miembros de la familia mantuvieron propiedades sustanciales allí hasta las confiscaciones de Cromwell de la década de 1650, por lo que varios miembros de la familia fueron trasplantados a otras áreas del condado, en parte debido a su participación en la rebelión de 1641. Hoy en día, el nombre es numeroso en el condado de Clare, Limerick y Dublín, y se puede encontrar en los Estados Unidos, Canadá, Australia, Inglaterra y Nueva Zelanda.